# Hochalmspitze
De Hochalmspitze is een 3360 meter hoge berg in de Oostenrijkse deelstaat Karinthië, in de buurt van Mallnitz. De berg maakt deel uit van de Hohe Tauern en is de hoogste top van de Ankogelgroep. De beroemde beklimming gaat over de Detmolder grat, de zuidwestelijke bergkam. De berg is voor het eerst in 1859 beklommen door Paul Grohmann.